# فيروا سافويا
فيروا سافويا هي بلدية تقع في مدينة تورينو الحضرية في منطقة بيمنتة، وتقع على بعد حوالي 35 كيلومتر (22 ميل) شمال شرق تورينو، تحتوي على كنيسة سان جيوفاني باتيستا تعود إلى القرن الثامن عشر وهي كنيسة أبرشية في المدينة.

## روابط خارجية
- الصفحة الرئيسية